# 临汾博物馆
临汾博物馆是中国山西省临汾市的一座综合性博物馆，存放代表临汾历史文化的文物，是临汾市第一座市级综合性博物馆。

## 历史
临汾博物馆创始于1993年，当时位于铁佛寺。2013年8月，新临汾博物馆动工。2015年4月22日，临汾市和中国的一些博物馆专家召开会议，发现博物馆在展览设计及功能分区等方面存在一些问题，项目被紧急叫停。9月21日，临汾市博物馆项目建设及陈展领导组成立，狄跟飞任领导组办公室副主任，先后前往上海博物馆、南京博物院、山西博物院调研。10月22日，临汾市再次开会对博物馆进行结构调整。
博物馆在2018年9月18日对外开放，耗资4.98亿元。9月18日至10月7日共开放19个工作日（9月25日闭馆），接待279146名游客，其中省外游客15083名。之后博物馆再度闭馆，2018年12月18日上午9点正式开馆。

## 建筑
博物馆建筑位于滨河西路九州广场南部，高23.65米，总面积达32,429平方米。其外形象征相抱的日月，灵感来自“日月同辉”的陶寺古观象台。

### 展馆
它共有四层，地上三层是展区，地下一层是库区。展品主要是青铜器、陶瓷器、水陆画和木版年画，展品约14万件。展馆共有四个：
- “远古足迹”：展出丁村文化和柿子滩文化至枣园文化的临汾新石器时代文物。

- “最早中国”：展出陶寺遗址文物，有陶寺遗址电子沙盘和通过3D和VR技术展示的陶寺观象台[5]。

- “晋霸春秋”：展出三晋文物

- “千秋平阳”：展出秦至清的文物